# 威谢克 (北达科他州)
威谢克（英語：Wishek），是美国北达科他州下属的一座城市。根据2010年美国人口普查，该市有人口1,002人。2011年估计该市有人口989人，相对于2010年，增长率为?1.30%。